# 備後三日市駅
備後三日市駅（びんごみっかいちえき）は、広島県庄原市三日市町にある、西日本旅客鉄道（JR西日本）芸備線の駅である。

## 歴史
- 1930年（昭和5年）4月25日：芸備鉄道により三日市停留場として開設[1]。
- 1933年（昭和8年）6月1日：芸備鉄道国有化に伴い、鉄道省庄原線所属となる。同時に停車場に昇格し備後三日市駅に改称[1]。
- 1936年（昭和11年）10月10日：庄原線が三神線に編入され、当駅もその所属となる。
- 1937年（昭和12年）7月1日：三神線が芸備線の一部となり、当駅もその所属となる。
- 1987年（昭和62年）4月1日：国鉄分割民営化により、JR西日本の駅となる[1]。

## 駅構造
三次方面に向かって左側に単式ホーム1面1線を有する地上駅（停留所）。三次鉄道部管理の無人駅で駅舎は無く、小規模な待合室しか設けられていない。三次方の出入口から直接ホームに入る形になっている。地上駅ではあるが、地形の都合上、周辺の集落からは高い位置に設けられている。なお、当駅にはトイレは設置されていない。

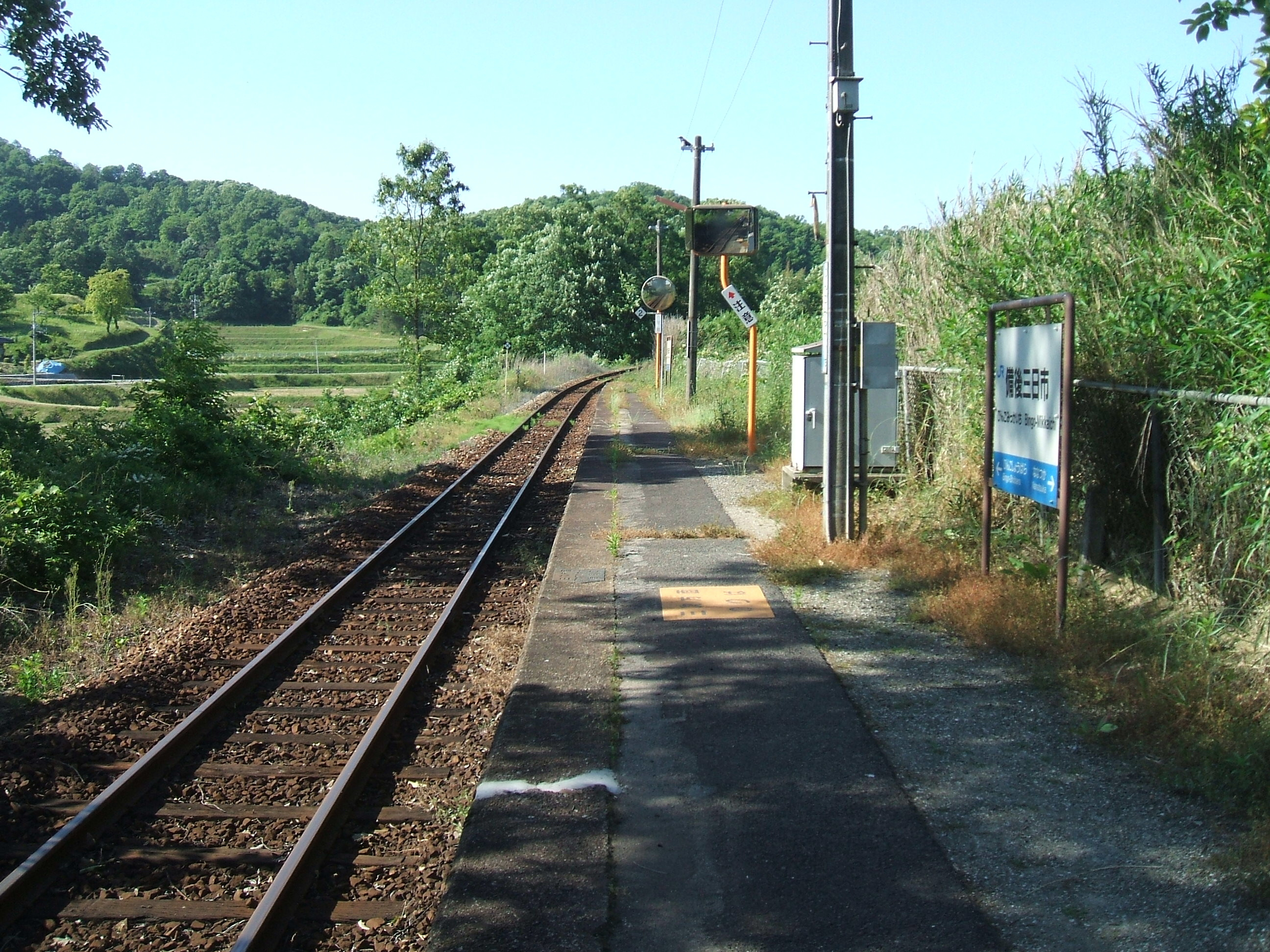
ホームから庄原駅方面を望む

## 利用状況
1日平均乗車人員は以下の通り。
| 年度               | 1日平均 乗車人員 | 出典        |
| ------------------ | ---------------- | ----------- |
| 1981年（昭和56年） | 18               |             |
| 1990年（平成2年）  | 21               |             |
| 2002年（平成14年） | 4                | [ 2 ]       |
| 2003年（平成15年） |                  |             |
| 2004年（平成16年） |                  |             |
| 2005年（平成17年） |                  |             |
| 2006年（平成18年） |                  |             |
| 2007年（平成19年） |                  |             |
| 2008年（平成20年） |                  |             |
| 2009年（平成21年） |                  |             |
| 2010年（平成22年） |                  |             |
| 2011年（平成23年） | 3                | [ 3 ]       |
| 2012年（平成24年） | 5                | [ 3 ]       |
| 2013年（平成25年） | 9                | [ 3 ]       |
| 2014年（平成26年） | 5                | [ 4 ] [ 3 ] |
| 2015年（平成27年） | 2                | [ 3 ]       |
| 2016年（平成28年） | 2                | [ 3 ]       |
| 2017年（平成29年） | 2                | [ 3 ]       |
| 2018年（平成30年） | 2                |             |
| 2019年（令和元年） | 1                |             |
| 2020年（令和2年）  | 4                |             |

## 駅周辺
- 庄原市立東小学校
- 広島県立庄原格致高等学校
- 比婆美人酒造[5]

### バス路線
国道183号沿いに「上原学校前」停留所があり、備北交通の三城線が同停留所を経由する。

## 隣の駅
西日本旅客鉄道（JR西日本）
 芸備線
備後庄原駅 - 備後三日市駅 - 七塚駅